# Memo (radioprogramma)
Memo was een Vlaams radioprogramma dat geschiedenis op een luchtige manier behandelde en van 2004 tot 2008 op Radio 2 werd uitgezonden. Het werd eerst gepresenteerd door Hein Decaluwé en daarna door Wouter Landuyt. Vaste vervangster was Katrien Palmers. Het programma werd geproduceerd door Niko Reynaert.

## Programma
Het programma werd uitgezonden op weekdagen, tussen 13 uur en 15 uur. Iedere dag werden enkele historische gebeurtenissen uit diezelfde periode van het jaar van dichterbij bekeken. Experts en gewone mensen vertelden over het leven van vroeger en nu.
Vaak werden historische gebeurtenissen door een hedendaagse Vlaamse bril bekeken. Zo was er op de geboortedag van Keith Haring  een reportage te horen over de surfclub in Knokke-Heist, waar Haring ooit lid van was. Het leeuwendeel van de reportages in Memo werd gemaakt door Wim Coenen, Annelies Hemelsoet en Chris Jonckers.
Het eerste uitzenduur begon traditioneel met een kort authentiek geluidsfragment uit het VRT-woordarchief.
In het tweede uitzenduur van Memo werd er steevast een oplossing gezocht voor een historische vraag van een luisteraar. Zo gaf het programma antwoorden op vragen als 'Wat is de kop van Jut?', 'Hoelang houden we al koffiepauzes?' en 'Waar komen speelkaarten vandaan?'.

## Humor
Memo werd doorspekt met humor. Een van de vaste gasten (tot 2006) was VRT-archivaris Frans Kaftjes (gespeeld door Bert Gabriëls), die iedere vrijdag zijn kijk op de geschiedenis van die dag gaf. In de laatste uitzending werd gesuggereerd dat Kaftjes voor altijd opgesloten en vergeten werd in zijn eigen archief.